# Peugeot 1810
Pour les articles homonymes, voir FFP.
Peugeot 1810, anciennement Maillot I, est une holding française détenue conjointement par la société d'investissement Peugeot Invest et les Établissements Peugeot Frères. Elle est contrôlée par la famille Peugeot et détient 7,2 % du capital du groupe automobile multinational Stellantis.

## Historique
En septembre 2020, le groupe FFP et les Établissements Peugeot Frères transfèrent l'intégralité de leurs titres dans le Groupe PSA à leur filiale commune Maillot I, détenue à 76,5 % par le groupe FFP et à 23,5 % par Établissements Peugeot Frères. Cette filiale détient alors 7,2% de Stellantis, né de la fusion entre le Groupe PSA et Fiat Chrysler Automobiles en janvier 2021.
En février 2021, Maillot I, filiale commune du groupe FFP et des Établissements Peugeot Frères devient « Peugeot 1810 ». Le 22 février, le groupe FFP annonce son changement de dénomination en « Peugeot Invest »,.
Le 14 avril 2021, les deux actionnaires principaux de Stellantis, Exor (famille Agnelli) et Peugeot 1810 (famille Peugeot), annoncent avoir conclu un accord de consultation réciproque pour soutenir Stellantis « dans sa réussite à long terme ».

## Participations
|                 |                 |                 |                 |                                                  |                                                  |                                                  |                                                  |                                                          |                                                          |                                                          |                                                          |                                                          |                                                          |                    |                    | Établissements Peugeot Frères(EPF) Président : Frédéric Banzet |                    |  |  |                 |                 |                        |                        |                        |                        |                        |                        |                        |                        |                                                                |                                                                |                                                                |                                                                |                                                                |                                                                |                    |                    |                              |                              |                              |                              |                              |                              |  |  |  |  |  |  |  |  |  |  |  |  |  |  |  |  |  |  |  |  |  |  |  |  |
|                 |                 |                 |                 |                                                  |                                                  |                                                  |                                                  |                                                          |                                                          |                                                          |                                                          |                                                          |                                                          |                    |                    |                                                                |                    |  |  |                 |                 |                        |                        |                        |                        |                        |                        |                        |                        |                                                                |                                                                |                                                                |                                                                |                                                                |                                                                |                    |                    |                              |                              |                              |                              |                              |                              |  |  |  |  |  |  |  |  |  |  |  |  |  |  |  |  |  |  |  |  |  |  |  |  |
|                 |                 |                 |                 |                                                  |                                                  |                                                  |                                                  |                                                          |                                                          |                                                          |                                                          |                                                          |                                                          |                    |                    |                                                                |                    |  |  |                 |                 |                        |                        |                        |                        |                        |                        |                        |                        |                                                                |                                                                |                                                                |                                                                |                                                                |                                                                |                    |                    |                              |                              |                              |                              |                              |                              |  |  |  |  |  |  |  |  |  |  |  |  |  |  |  |  |  |  |  |  |  |  |  |  |
|                 |                 |                 |                 | Peugeot Invest (80 %) Président : Robert Peugeot | Peugeot Invest (80 %) Président : Robert Peugeot | Peugeot Invest (80 %) Président : Robert Peugeot | Peugeot Invest (80 %) Président : Robert Peugeot | Peugeot Invest (80 %) Président : Robert Peugeot         | Peugeot Invest (80 %) Président : Robert Peugeot         |                                                          |                                                          |                                                          |                                                          |                    |                    |                                                                |                    |  |  |                 |                 |                        |                        |                        |                        |                        |                        |                        |                        | Peugeot Frères Industrie (100 %) Président : Christian Peugeot | Peugeot Frères Industrie (100 %) Président : Christian Peugeot | Peugeot Frères Industrie (100 %) Président : Christian Peugeot | Peugeot Frères Industrie (100 %) Président : Christian Peugeot | Peugeot Frères Industrie (100 %) Président : Christian Peugeot | Peugeot Frères Industrie (100 %) Président : Christian Peugeot |                    |                    |                              |                              |                              |                              |                              |                              |  |  |  |  |  |  |  |  |  |  |  |  |  |  |  |  |  |  |  |  |  |  |  |  |
|                 |                 |                 |                 | Peugeot Invest (80 %) Président : Robert Peugeot | Peugeot Invest (80 %) Président : Robert Peugeot | Peugeot Invest (80 %) Président : Robert Peugeot | Peugeot Invest (80 %) Président : Robert Peugeot | Peugeot Invest (80 %) Président : Robert Peugeot         | Peugeot Invest (80 %) Président : Robert Peugeot         |                                                          |                                                          |                                                          |                                                          |                    |                    |                                                                |                    |  |  |                 |                 |                        |                        |                        |                        |                        |                        |                        |                        | Peugeot Frères Industrie (100 %) Président : Christian Peugeot | Peugeot Frères Industrie (100 %) Président : Christian Peugeot | Peugeot Frères Industrie (100 %) Président : Christian Peugeot | Peugeot Frères Industrie (100 %) Président : Christian Peugeot | Peugeot Frères Industrie (100 %) Président : Christian Peugeot | Peugeot Frères Industrie (100 %) Président : Christian Peugeot |                    |                    |                              |                              |                              |                              |                              |                              |  |  |  |  |  |  |  |  |  |  |  |  |  |  |  |  |  |  |  |  |  |  |  |  |
|                 |                 |                 |                 |                                                  |                                                  |                                                  |                                                  |                                                          |                                                          |                                                          |                                                          |                                                          |                                                          |                    |                    |                                                                |                    |  |  |                 |                 |                        |                        |                        |                        |                        |                        |                        |                        |                                                                |                                                                |                                                                |                                                                |                                                                |                                                                |                    |                    |                              |                              |                              |                              |                              |                              |  |  |  |  |  |  |  |  |  |  |  |  |  |  |  |  |  |  |  |  |  |  |  |  |
| Divers sociétés | Divers sociétés | Divers sociétés | Divers sociétés | Divers sociétés                                  | Divers sociétés                                  |                                                  |                                                  | Peugeot 1810 (75,5 % par Peugeot Invest, 23,5 % par EPF) | Peugeot 1810 (75,5 % par Peugeot Invest, 23,5 % par EPF) | Peugeot 1810 (75,5 % par Peugeot Invest, 23,5 % par EPF) | Peugeot 1810 (75,5 % par Peugeot Invest, 23,5 % par EPF) | Peugeot 1810 (75,5 % par Peugeot Invest, 23,5 % par EPF) | Peugeot 1810 (75,5 % par Peugeot Invest, 23,5 % par EPF) |                    |                    |                                                                |                    |  |  |                 |                 | Peugeot Saveurs (80 %) | Peugeot Saveurs (80 %) | Peugeot Saveurs (80 %) | Peugeot Saveurs (80 %) | Peugeot Saveurs (80 %) | Peugeot Saveurs (80 %) |                        |                        | Groupe Sigma (13,5 %)                                          | Groupe Sigma (13,5 %)                                          | Groupe Sigma (13,5 %)                                          | Groupe Sigma (13,5 %)                                          | Groupe Sigma (13,5 %)                                          | Groupe Sigma (13,5 %)                                          |                    |                    | Bretagne Céramique Industrie | Bretagne Céramique Industrie | Bretagne Céramique Industrie | Bretagne Céramique Industrie | Bretagne Céramique Industrie | Bretagne Céramique Industrie |  |  |  |  |  |  |  |  |  |  |  |  |  |  |  |  |  |  |  |  |  |  |  |  |
| Divers sociétés | Divers sociétés | Divers sociétés | Divers sociétés | Divers sociétés                                  | Divers sociétés                                  |                                                  |                                                  | Peugeot 1810 (75,5 % par Peugeot Invest, 23,5 % par EPF) | Peugeot 1810 (75,5 % par Peugeot Invest, 23,5 % par EPF) | Peugeot 1810 (75,5 % par Peugeot Invest, 23,5 % par EPF) | Peugeot 1810 (75,5 % par Peugeot Invest, 23,5 % par EPF) | Peugeot 1810 (75,5 % par Peugeot Invest, 23,5 % par EPF) | Peugeot 1810 (75,5 % par Peugeot Invest, 23,5 % par EPF) |                    |                    |                                                                |                    |  |  |                 |                 | Peugeot Saveurs (80 %) | Peugeot Saveurs (80 %) | Peugeot Saveurs (80 %) | Peugeot Saveurs (80 %) | Peugeot Saveurs (80 %) | Peugeot Saveurs (80 %) |                        |                        | Groupe Sigma (13,5 %)                                          | Groupe Sigma (13,5 %)                                          | Groupe Sigma (13,5 %)                                          | Groupe Sigma (13,5 %)                                          | Groupe Sigma (13,5 %)                                          | Groupe Sigma (13,5 %)                                          |                    |                    | Bretagne Céramique Industrie | Bretagne Céramique Industrie | Bretagne Céramique Industrie | Bretagne Céramique Industrie | Bretagne Céramique Industrie | Bretagne Céramique Industrie |  |  |  |  |  |  |  |  |  |  |  |  |  |  |  |  |  |  |  |  |  |  |  |  |
|                 |                 |                 |                 |                                                  |                                                  |                                                  |                                                  |                                                          |                                                          |                                                          |                                                          |                                                          |                                                          |                    |                    |                                                                |                    |  |  |                 |                 |                        |                        |                        |                        |                        |                        |                        |                        |                                                                |                                                                |                                                                |                                                                |                                                                |                                                                |                    |                    |                              |                              |                              |                              |                              |                              |  |  |  |  |  |  |  |  |  |  |  |  |  |  |  |  |  |  |  |  |  |  |  |  |
|                 |                 |                 |                 | Faurecia (3,14 %)                                | Faurecia (3,14 %)                                | Faurecia (3,14 %)                                | Faurecia (3,14 %)                                | Faurecia (3,14 %)                                        | Faurecia (3,14 %)                                        |                                                          |                                                          | Stellantis (7,2 %)                                       | Stellantis (7,2 %)                                       | Stellantis (7,2 %) | Stellantis (7,2 %) | Stellantis (7,2 %)                                             | Stellantis (7,2 %) |  |  |                 |                 |                        |                        |                        |                        |                        |                        |                        |                        | Peugeot Outillage                                              | Peugeot Outillage                                              | Peugeot Outillage                                              | Peugeot Outillage                                              | Peugeot Outillage                                              | Peugeot Outillage                                              |                    |                    |                              |                              |                              |                              |                              |                              |  |  |  |  |  |  |  |  |  |  |  |  |  |  |  |  |  |  |  |  |  |  |  |  |
|                 |                 |                 |                 | Faurecia (3,14 %)                                | Faurecia (3,14 %)                                | Faurecia (3,14 %)                                | Faurecia (3,14 %)                                | Faurecia (3,14 %)                                        | Faurecia (3,14 %)                                        |                                                          |                                                          | Stellantis (7,2 %)                                       | Stellantis (7,2 %)                                       | Stellantis (7,2 %) | Stellantis (7,2 %) | Stellantis (7,2 %)                                             | Stellantis (7,2 %) |  |  |                 |                 |                        |                        |                        |                        |                        |                        |                        |                        | Peugeot Outillage                                              | Peugeot Outillage                                              | Peugeot Outillage                                              | Peugeot Outillage                                              | Peugeot Outillage                                              | Peugeot Outillage                                              |                    |                    |                              |                              |                              |                              |                              |                              |  |  |  |  |  |  |  |  |  |  |  |  |  |  |  |  |  |  |  |  |  |  |  |  |
|                 |                 |                 |                 |                                                  |                                                  |                                                  |                                                  |                                                          |                                                          |                                                          |                                                          |                                                          |                                                          |                    |                    |                                                                |                    |  |  |                 |                 |                        |                        |                        |                        |                        |                        |                        |                        |                                                                |                                                                |                                                                |                                                                |                                                                |                                                                |                    |                    |                              |                              |                              |                              |                              |                              |  |  |  |  |  |  |  |  |  |  |  |  |  |  |  |  |  |  |  |  |  |  |  |  |
|                 |                 |                 |                 |                                                  |                                                  |                                                  |                                                  |                                                          |                                                          |                                                          |                                                          | Peugeot (100 %)                                          | Peugeot (100 %)                                          | Peugeot (100 %)    | Peugeot (100 %)    | Peugeot (100 %)                                                | Peugeot (100 %)    |  |  | Citroën (100 %) | Citroën (100 %) | Citroën (100 %)        | Citroën (100 %)        | Citroën (100 %)        | Citroën (100 %)        |                        |                        | Cycles Peugeot (100 %) | Cycles Peugeot (100 %) | Cycles Peugeot (100 %)                                         | Cycles Peugeot (100 %)                                         | Cycles Peugeot (100 %)                                         | Cycles Peugeot (100 %)                                         |                                                                |                                                                | Peugeot Motocycles | Peugeot Motocycles | Peugeot Motocycles           | Peugeot Motocycles           | Peugeot Motocycles           | Peugeot Motocycles           |                              |                              |  |  |  |  |  |  |  |  |  |  |  |  |  |  |  |  |  |  |  |  |  |  |  |  |

### Stellantis
Peugeot 1810 détient 7,2% de Stellantis.
Avant la fusion du Groupe PSA avec Fiat Chrysler Automobiles, son principal actif (pour 28 % au 30 juin 2020) est une participation de 9 % dans le capital du Groupe PSA (la famille détiendrait par divers biais environ 13 % du capital). Le reste des actifs (72%) relève d'une stratégie de diversification menée depuis 2003, qui consiste à décorréler le portefeuille de Peugeot Invest en investissant dans des secteurs et des géographies variées.

### Forvia
Lors de la fusion de PSA avec Fiat Chrysler Automobiles, la participation de Stellantis dans Faurecia est abaissée de 46,3 % à 39 % puis redistribuée à ses propres actionnaires début 2021. Peugeot 1810 en détient alors 3,14 % au 27 mars 2021. Faurecia est devenue Forvia en janvier 2022, à la suite de la fusion avec Hella.